# Conus parvatus
Espèce
Statut de conservation UICN

 LC  : Préoccupation mineure
Conus parvatus est une espèce de mollusques gastéropodes marins de la famille des Conidae.
Comme toutes les espèces du genre Conus, ces escargots sont prédateurs et venimeux. Ils sont capables de « piquer » les humains et doivent donc être manipulés avec précaution, voire pas du tout.

## Description
La taille de la coquille varie entre 10 mm et 30 mm.

## Distribution
Cette espèce marine est présente en mer Rouge, dans le bassin des Mascareignes. le bassin des Mascareignes, le nord du Transkei, l'ouest de la Thaïlande, l'océan Indien Maldives.

### Niveau de risque d’extinction de l’espèce
Selon l'analyse de l'UICN réalisée en 2011 pour la définition du niveau de risque d'extinction, cette espèce est largement distribuée de l'est de l'Afrique du Sud (Natal) au nord jusqu'à la mer Rouge et continue vers l'est, en excluant l'Inde mais en incluant le Sri Lanka, et jusqu'à la côte ouest de la Thaïlande. Cette espèce est commune. Elle n'est affectée par aucune menace majeure et est donc classée dans la catégorie " préoccupation mineure ".

## Taxonomie

### Publication originale
L'espèce Conus parvatus a été décrite pour la première fois en 1979 par le malacologiste américain Jerry Glenn Walls dans « The Pariah »,.

### Synonymes
- Conus (Harmoniconus) parvatus Walls, 1979 · appellation alternative
- Conus musicus parvatus Walls, 1979 · non accepté
- Conus parvatus sharmiensis Wils, 1986 · non accepté
- Conus pusillus Reeve, 1843 · non accepté (invalide : homonyme junior de Conus..)
- invalide : junior homonym of Conus pusillus Lamarck, 1810
- Conus pusillus G. B. Sowerby II, 1857 · non accepté (invalide : homonyme junior de Conus..)
- invalide : junior homonym of Conus pusillus Lamarck, 1810
- Harmoniconus parvatus (Walls, 1979) · non accepté

### Sous-espèces
- Conus parvatus sharmiensis Wils, 1986, accepté en tant que Conus parvatus Walls, 1979